# Иван Кайф
«Иван Кайф» — советская и российская рок-группа, созданная в Новосибирске в 1988 году (первые песни, написанные будущими участниками группы, были исполнены ими со сцены в декабре 1988 года, первый официальный концерт группы состоялся 3 декабря 1993 года).
Самые известные песни группы: «Акутагава-сан», «Катится любовь», «Иду один», «Приключения Че Гевары», «Танец Шакьямуни», «Ангел-II», «Штирлиц», «Не Весна», «Белокровие», «Сестренка».

## История
Лидером и автором большей части песен группы «Иван Кайф» являлся Михаил Зуев (1963—2011). С 1987 года он был музыкальным руководителем в команде КВН Новосибирского государственного университета.
В 1993 году группа записала первый альбом, в записи которого приняли участие некоторые лица новосибирского бомонда, в том числе известная в будущем телеведущая Татьяна Лазарева.
В 1995 году группа переехала в Москву. Осенью 1995 года в Москве был дан совместный концерт с группой «Несчастный случай». Выступив на дне рождения Вадима Самойлова, музыканты заключили контракт со компанией «Extraphone» и выпустили новый альбом «Белокровие» с песнями «Катится любовь» и «Акутагава-сан», которые активно ротировались на российских радиостанциях. Клип на песню «Катится любовь» неоднократно показывался на российском телевидении, в основном широким кругам общественности группа стала известна именно благодаря этому клипу.
В 1995—1996 годах группа активно гастролировала, принимала участие в туре «Голосуй или проиграешь» и работала на разогреве у группы Uriah Heep.
В 1999 году вышел альбом «Танцы с волками», после чего был обновлён состав. В 2000 году «Иван Кайф» выступил на фестивале «Нашествие», а в 2001 году был выпущен новый хит — «Штирлиц», который попал в радиоротацию.
В 2010 году песня «Штирлиц» была использована в качестве саундтрека к фильму «Одноклассники» режиссёра Сергея Соловьёва.
После 2006 года наступило длительное затишье. Группа распалась, но в 2007 году записала (в составе: Михаил Зуев, Оксана Зуева, Илья Алёхин) песни к аудиосказке Михаила Лимитовского «Богатырь Родион» (на «1С-паблишинг»).
В 2008 году Михаил Зуев решил презентовать свой сольный альбом «Татаро-монголы», однако альбом так и не вышел, так как Зуев попал в автокатастрофу и более двух лет был занят лечением.
22 декабря 2011 года Михаил Зуев скончался в результате сердечного приступа.
В 2012 году в Новосибирске был записан и выпущен диск-трибьют Михаилу Зуеву «Иду не один».
Осенью 2012 года на улице Терешковой в новосибирском Академгородке был установлен памятник Михаилу Зуеву и песне группы «Иду один». Средства на установку памятника были собраны бывшими КВНщиками Владимиром Рудневым и Владимиром Дудой, значительную часть средств перечислил Александр Пушной, автором скульптуры стал Алексей Агриколянский.

### Возрождение коллектива
Летом 2015 года коллектив возвратился на сцену под названием «Иван Кайф 2015». Была дана серия концертов в Новосибирске.
В июле 2016 года группа с триумфом выступила на концерте в рок-кафе «Zeppelin» в Кемерово.
В декабре 2016 года музыканты представили совершенно новую инструментальную композицию «Зонтики» (написана Евгением Каргаполовым).

## История названия
По словам Михаила Зуева название группы «Иван-Кайф» возникло во время его возвращения с друзьями из Академгородка. Ранее на мероприятии в Академгородке звучала песня Бориса Гребенщикова «Иван-Чай». Друг Михаила предложил позаимствовать первое слово из названия песни «Иван-Чай», а второе слово заменить на «Кайф», что созвучно с известной группой Чайф.
«Маня шла в тапочках по снегу… и периодически её приходилось переносить на руках через сугробы…» — вспоминает Михаил. Вот в таких условиях сибирской романтики и случилось.
"Весь вечер на празднике играла песня Гребенщикова «Иван-Чай»… Ну Игорь и говорит мне: "Ну чего ты мучаешься? ну «Чайф» уже есть — пусть будет «Кайф!»
"…И я тут же подумал — «Точно!» Тем более у меня сынишку Иван зовут… Вот так и появился «Иван-Кайф».

### Состав возрождённого коллектива
- Павел Жижин — вокал, гитара.
- Иван Ревякин — гитара, клавишные, бэк-вокал.
- Павел Жданов — ударные.
- Станислав Ковальский— вокал, бас-гитара.
- Ася Бочарова — вокал, продюсирование.

### Бывшие участники
- Михаил Зуев — вокал, гитара, клавишные, губная гармошка, автор (1988 — 2006, 2007)
- Евгений Панин — гитара, бас-гитара, соавтор на альбомах «Белокровие», «Танцы с волками», «Информация к размышлению», «Фиолетовый свет».
- Николай Сорока - ударные.
- Евгений Растрепин — гитара.
- Оксана Зуева — бэк-вокал.
- Игорь Паршуков — ударные.
- Павел Черемисин — ударные.
- Юрий Бобков — гитара, бас-гитара.
- Евгений Каргаполов — вокал, бас-гитара.
- Борис Бершадский — бас-гитара.

## Дискография
- 1993 — «Стрела» (MC, обнародован Марианной Безносовой в июне 2016 года в социальной сети vkontakte)
- 1994 — «Иду один» (Коммерческий Риск)
- 1996 — «Белокровие»
- 1999 — «Танцы с волками»
- 2002 — «Информация к размышлению»
- 2003 — «Фиолетовый свет»
- 2004 — «Третья звезда»
- 2005 — «Первый транш»
- 2007 — песни для сказки «Богатырь Родион»
- 2012 — «Татаро-Монголы»
- 2012 — «Иду не один. Трибьют»
- «Неизданное» (бутлег)